# Dolmen du Mas Payrot II
 (août 2015).
Le dolmen 2 du Mas Payrot, ou du Mas d'En Payrot ou dolmen 2 de Los Masos est un dolmen situé à Saint-Michel-de-Llotes, dans le département français des Pyrénées-Orientales.